# Seleção Neerlandesa de Voleibol Feminino
A seleção neerlandesa de voleibol feminino é uma equipe europeia composta pelas melhores jogadoras de voleibol dos Países Baixos. É administrada pela Federação Neerlandesa de Voleibol (Nederlandse Volleybal Bond) e se encontra na oitava posição no ranking da FIVB segundo dados de 7 de agosto de 2017.

## Melhores resultados
- Jogos Olímpicos: 4º lugar em 2016
- Campeonato Mundial: 4º lugar em 2018
- Campeonato Europeu: campeã em 1995
- Grand Prix: campeã em 2007